# パワーショベルに乗ろう!!
『パワーショベルに乗ろう!!』（パワーショベルにのろう）は、1999年にタイトーがアーケード向けにリリースしたパワーショベル運転シミュレーションゲームである。PlayStationやWindowsにも移植されている。

## 概要
タイトーの運転シミュレーターゲームの1つである。油圧ショベル運転を操作し、与えられた課題をクリアすれば面クリアとなって次の面に進む「課題達成面クリア」タイプのゲームとなっている。ゲーム製作は建設機械メーカーコマツの協力の下で行われている。ゲームタイトルに含まれる「パワーショベル」はコマツの油圧ショベルの呼称であり、登場するパワーショベル「PC30MR」「PC100」「PC1100」はコマツの実在製品である。筐体にもコマツのロゴが記されている。
現実的な工事現場が体験できる「現場王」モードと、非現実的な場面が体験できる「バイト王」モードが用意されている。また、家庭用ゲーム機に移植された版では「速技王」モードも選択可能となっている。このモードは、アーケード版でも特定操作を行うことで選択可能となっている。
PlayStation（以下「PS」）版やWindows版ではデュアルショック対応となっており、工事現場でレバー操作を行うのと同様にレバーに振動が伝わる演出となっている。
また、PS版はアーケード版に操作を近くするために、上部にボタンを付けた操縦棒（ジョイスティック）を二本搭載したコントローラ『パワーショベルコントローラ』も製作され、コントローラ単品版の他、ソフトとの同梱版も発売された。なお、このコントローラーにはアーケード筺体にあったペダルは付いていない。

## 操作説明
4方向レバー×2でショベルを操作、2方向ペダル×2でキャタピラ移動を操作する。
2方向ペダルは、左右のキャタピラを前進もしくは後退するために使用する。両方のペダルを前や後ろに踏み込むことで、前進もしくは後退を行うことができる。一方のペダルのみを前や後ろに踏み込むことで、進行方向を変えることができる。
4方向レバーは、それぞれ以下の操作に対応している。いわゆる「JIS方式」の操作系である。
```
　　　　　アーム伸ばし　　　　　　　　　ブーム下げ
　　　　　　　↑　　　　　　　　　　　　　　↑
　　　左旋回←○→右旋回　　　バケット掘削←○→バケット開放
　　　　　　　↓　　　　　　　　　　　　　　↓
　　　　　アーム曲げ　　　　　　　　　　ブーム上げ

```

右にある土砂を左に停めてあるトラックに積み込む場合、以下の手順で積み込むこととなる。
1. 左レバーを右に入れる - 旋回し、ショベルを砂利に向ける
2. 右レバーを上に入れる - ブームを下げる
3. 左レバーを下に入れる - アームを曲げる（砂利にバケットを当てる）
4. 右レバーを左に入れる - バケットで砂利をすくい上げる
5. 右レバーを下に入れる - ブームを上げる
6. 左レバーを左に入れる - 旋回し、ショベルをトラックに向ける
7. 右レバーを右に入れる - バケットを空ける（砂利をトラックに降ろす）
8. 左レバーを上に入れる - アームを伸ばす

ただし、これらの操作を一つ一つ行っていては、後半面を制限時間以内にクリアすることはできない。後半面をクリアするには、旋回しながらブームを下げつつアームを曲げる、ブームを上げながら旋回する、解体系の課題では移動とショベル操作を同時に行うなど、それぞれの操作を滑らかに連続させつつ、可能な限り同時操作を行っていく必要がある。
操作については、以下のようにゲーム向けにアレンジされている部分も一部存在する。
- ブレーキレバーが存在しない
- ゲーム中、後方移動が必要な場面があるが、後方確認可能な表示（バックミラー等）がない

また、パワーショベルとしての操作系の再現性は高いのでパワーショベル実車への応用は効くが、油圧ショベルの操作系（ギアの有無、レバー位置、ペダル数など）は建築機械メーカーによって異なるため、コマツ以外を含めた全ての油圧ショベル実車への応用が効く訳ではない。また、実際に油圧ショベルを操作するには、運転免許（作業は車両系建設機械運転者、公道走行は大型特殊自動車運転免許）の取得を必要とする。

## 現場王
砂の早積みなど、現実的な工事現場を想定したモードである。制限時間以内に与えられた課題をクリアすれば面クリアとなり、次の面に進むことができる。トラックなどにぶつけると、制限時間が減らされるとともに、面クリア時の評価（給料）が下がる。2人対戦プレイは、交互プレイとなる。

### 入門編
パワーショベルPC30MRを操作し、基本的な操作を学ぶ。2面構成となっており、1面では操作説明も行われる。
練習課題（砂の早積み）
砂山の現場で、トラックへの砂の積み込みを行う。4回の積み込み操作のうち、2回はショベル位置ガイド＋操作ガイドつき、残り2回はショベル位置ガイドのみとなっている。
卒業課題（砂の早積み）
制限時間以内に、砂山まで移動し、トラックに規定量の砂を積み込むことができれば面クリアとなる。トラックにぶつけると減給である。
ボーナスステージ（高級車破壊）
卒業課題で減給なしにクリアすると挑戦することが出来る。

### 実践編
パワーショベルPC100を操作する。
砂の早積み
初級の卒業課題と同様である。トラックにぶつけると減給となることに加え、中級では砂をこぼした場合も減給となる。必要な砂の積み込み量は、初級よりも少なくなっている。
廃屋解体
制限時間以内に、廃屋を解体すれば面クリアとなる。両隣の建物にぶつけると減給である。また、柱は内側に倒すことが推奨（成績に影響）されている。
砂利の早積み
制限時間以内に、砂利をトラックに積み込めば面クリアとなる。トラックや建築中の建物にぶつけたり砂利をこぼしたりすると減給である。旋回する時にアームをたたんでおくと良い。
溝掘り
制限時間以内に深さ40cm、長さ5mの溝を掘り、掘った土をダンプに積む。溝の深さが1m以上になると水が噴き出し、減給となる。
カレーすくい（ボーナスステージ）
減給なしで全てのステージをクリアすると挑戦する事が出来る。

### 激闘編
PlayStation版やWindows版では、プレイによって得られる給与と交換して、このモードを追加することが可能となる。
パワーショベルPC1100を操作する。2面以降は火山の噴火が起きたという状況で救助活動の支援を行う。
廃屋解体
制限時間以内に、廃屋を解体すれば面クリアとなる。両隣の建物にぶつけると減給である。また、柱は内側に倒すことが推奨（成績に影響）されている。
岩どかし
制限時間以内に、道路上に転がっている岩を一定の場所に移動できれば面クリアとなる。近くの緊急車両等にぶつけると減給である。
✳︎アーケード版では、岩石が真っ暗でクリアするのに苦労すると思います！
土砂どかし
制限時間以内に、土砂をトラックに積み込めば面クリアとなる。トラックや緊急車両にぶつけたり土砂をこぼしたりすると減給である。
溶岩せき止め
制限時間以内に迫り来る溶岩をせき止めれば面クリアとなる。使う砂が限られているのであまり変な所にばら撒かないほうが良い。信号機や緊急車両にぶつけたりすると減給となる。
いらいら棒（ボーナスステージ）
減給なしで全てのステージをクリアすると挑戦する事が出来る。

### 得点システム
得点は大きく「作業をミスなくこなせたか」「作業を短時間でこなせたか」によって決定され、給与支払明細書という形で示される。
- 手当合計 - 加点要素である
  - 作業完了手当 - 難度に応じて作業完了時の給与が決定される
  - 作業時間手当 - 作業を短時間で行うことで、作業時間に応じて増給される
  - 特別ボーナス - 作業を行う際、作業方法によっては特別ボーナスが得られる場合がある
- マイナス合計 - 減点要素である
  - 整備費
  - 損害賠償金 - 砂の早積みで「バケットをトラックにぶつけてしまう」「（中級）すくいあげた砂をトラックに移す際にこぼしてしまう」といった場合や、廃屋解体で「両隣の建物にバケットや倒した柱をぶつけてしまう」といった場合には、減給となってしまう。

## バイト王
カレー作り（カレーをショベルですくってご飯にかける）など、非現実的な場面を想定したモードである。9種類のゲームの中から任意の順番で選択し、制限時間内にクリアできれば次のゲームをプレイできる。任意選択であるためどの順番でプレイするかは自由であるが、同じゲームでも後半面で選択するほど、規定量が増えるなど難易度が上がるようになっている。2人対戦プレイは、同時プレイとなる。
この9種類のゲームを全てクリアするためには一通りのパワーショベルの操作が出来ることが要求されるため、選択画面では「一見様お断り!」という注意がなされている。
穴掘り
規定の深さまで穴を掘ることができればクリアである。
買い物
指定された金額になるように商品を選んで、商品の前のボタンをショベルで押し、金額ぴったりになったら「清算」のボタンを押す。これを規定回数こなせばクリアとなる。暗算能力が試される。
カメすくい
規定数のカメを、プールからすくいあげて別のプールに運ぶとクリアである。緑色のカメと金色のカメがいて、金色のカメをすくうと高得点が得られる。ただし金色のカメは動きが早いため、すくいにくくなっている。
カレー作り
カレーが入った3種類（甘口・中辛・激辛）の鍋から、指示された辛さのカレーをすくいあげてご飯にかけるゲームである。規定量のカレーをかければ1杯のカレーライスができ上がり、規定数のカレーライスを作ればクリアとなる。
高級車破壊
キャデラックに酷似した高級車を破壊すればクリアである。
つなわたり
現れては消える道を渡りきればクリアである。
土砂積み
指定された重量の土砂をトラックに積み込めばクリアである。
ビリビリ
いわゆるイライラ棒をパワーショベルで行うものである。
プレハブ撤去
規定数のプレハブを撤去すればクリアである。
また、PlayStation版やWindows版では、プレイによって得られる給与と交換して追加のアルバイトを選択することが可能となる。

## 速技王
アーケード版では「コイン投入後のプレイヤー選択画面中に、1人用にカーソルを合わせた状態で、2P側スタートボタンを押下しながら1P側スタートボタンを押下する」ことで選択可能となる。家庭用ゲーム機版では、給料を貯めることで選択可能となっている。
ゲーム内容は、制限時間以内に複数の課題を順不同でこなす「タイムアタック」モードである。課題は「高級車破壊」「砂の早積み」「廃屋解体」「もぐぷーたたき」となっている。「もぐぷーたたき」以外のゲーム内容については「現場王」「バイト王」に詳述されている。
もぐぷーたたき
いわゆるもぐら叩きをパワーショベルで行うものである。

## ゲッチュー免許皆伝王
PlayStation版およびWindows版で選択可能なモードである。以下の10種類の課題を達成することで、免許皆伝を目指すモードとなっている。
1. ポール倒し
2. 車庫入れ
3. 走行〜車庫入れ
4. 砂をすくう
5. 一定量の砂をすくう
6. 深い穴を掘る
7. 砂山を平らにする
8. 長い穴を埋める
9. 岩を壊す
10. バケットで物を運ぶ

## やりたい放題王
PlayStation版およびWindows版で選択可能なモードである。6×6のマップ上に障害物を設け、ゴールを目指すモードとなっている。障害物にはドラム缶などを配置することが可能である。